# مركز الشرق الأوسط للدراسات العربية

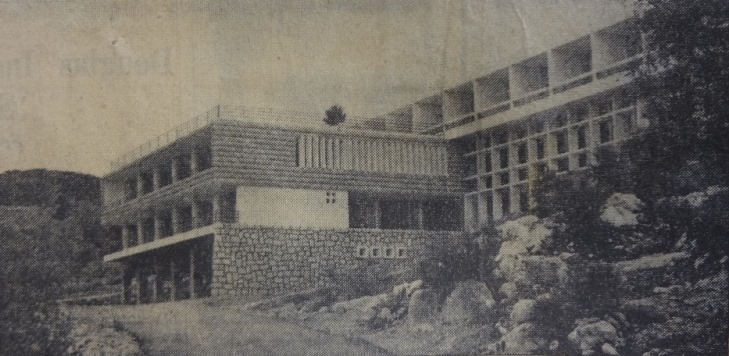
مركز الشرق الأوسط للدراسات العربية

تأسس مركز الشرق الأوسط للدراسات العربية MECAS في مدينة القدس عام 1944 ثم أعيد تأسيسه عام 1948 في مبنى صغير في بلدة شملان في محافظة جبل لبنان في لبنان. وذلك بعد انتقاله من القدس بسبب الوضع السياسي والحرب. مهمة المركز كانت تعليم اللغة العربية للديبلوماسيين البريطانيين وعناصر مختلفة من موظفي الحكومة البريطانية. في زمن الانتداب البريطاني كان المركز تابعا لقيادة الجيش البريطاني، ثم تحولت تبعيته إلى وزارة الخارجية البريطانية.
اعتبرت الحكومة اللبنانية رسميا أن المركز مؤسسة أكاديمية، إلا أن السائد في معتقد الكثير من اللبنانيين أنه مركز لإعداد الجواسيس. واعتقد الكثيرون أنه يتبع إما المخابرات الأمريكية أو المخابرات البريطانية. أجبرت الحرب الأهلية في لبنان المركز على إقفال أبوابه ليحل مكانهم دار الأيتام الإسلامية حيث تأوي أكثر من 200 طفل من ذوي الاحتياجات الخاصة.